# 祝融八姓
祝融八姓，是中國上古傳說人物祝融後人所衍生出來的八個姓氏，包括曹姓（曹生朱姓）、彭姓、禿姓、斯姓、妘姓、斟姓、己姓及羋姓。此祝融為帝顓頊之後，而非炎帝之後。

## 由來
在《國語．鄭語》中寫到祝融之後有八姓：己姓、董姓、彭姓、禿姓、妘姓、曹姓、斟姓、羋姓。東吳史學家韋昭解《國語》寫到︰八姓，祝融之後。八姓：己、董、彭、秃、妘、曹、斟、芈也。侯伯，诸侯之伯。

## 祝融六姓与祝融八姓
依據《史記．楚世家》的記載：楚國的先祖出自帝顓頊，他是黃帝之孫，昌意之子。帝顓頊生稱，稱生卷章，卷章生重黎。重黎擔任帝嚳的火官，有功績，帝嚳下令稱之為「祝融」。其後重黎因罪被誅，其弟吳回為繼任火官，仍稱祝融。吳回生陸終。陸終生子六人，依序為昆吾、參胡、彭祖、會人、曹姓及季連，並提及季連即羋姓之祖，楚國為其後代。
《世本．帝王世本．陸終六子》也有記載陸終的六個兒子為昆吾、參胡、彭祖、會人、曹姓及季連。東漢末年的學者宋衷所作之註指出：昆吾為己姓所出、參胡為斯姓無後、會人（求言）妘姓（一作姬姓）所出。因此，祝融（吳回）之子陸終生六子，分別己姓、斯姓、彭姓、妘姓、曹姓及芈姓所出，是為「祝融六姓」。
其後，彭姓分出秃姓，曹姓分出斟姓。所以形成祝融八姓：己、斯、彭、秃、妘、曹、斟、芈。還有一說是，己姓分出董姓，曹姓分出斟姓、朱姓，則為己、董、斯、彭、禿、妘、曹、斟、朱、羋，共十姓。

## 延伸閱讀
- 李学勤. 谈祝融八姓. 江汉论坛. 1980年02期　-　中國知網 （页面存档备份，存于）
- 何幼琦. 论祝融及其后“八姓. 江汉论坛. 1994年04期　-　中國知網 （页面存档备份，存于）
- 祝融八姓　-　中國學問 （页面存档备份，存于）